# Ernst David Wagner
Ernst David Wagner (* 18. Februar 1806 in Dramburg; † 4. Mai 1883 in Breslau) war ein deutscher Komponist, Musikdirektor, Organist und Musikpädagoge.

## Leben und Wirken
Ernst David Wagner erhielt in der Kindheit Klavierunterricht bei seinem Vater und Geigenunterricht bei seinem älteren Bruder. Bereits im Alter von zwölf Jahren wirkte er als Organist und Kantor in der Stadtkirche von Dramburg und assistierte dem Orgelbauer bei Reparaturen der Orgel. Der frühe Tod seiner Eltern verhinderte die ursprünglich vorgesehene geistliche Laufbahn und das Studium der Theologie. Wagner übernahm im Alter von 18 Jahren zunächst eine Tätigkeit als Hauslehrer, absolvierte das Lehrerseminar in Cöslin und unterrichtete dann eine Mädchenklasse in Neustettin, wo er auch als Organist tätig war.
1830 begann Wagner sein Musikstudium am Königlichen Institut für Kirchenmusik in Berlin, später wurde er an Königlichen Akademie der Künste unterrichtet. Seine Lehrer waren unter anderem August Wilhelm Bach, Rudolph Killitschgy (Klavier) und Carl Friedrich Rungenhagen (Musiktheorie). Zwischen 1835 und 1838 gelangten einige seiner Kompositionen an der Akademie zur Aufführung und er erhielt dort verschiedene Preise. Nach Abschluss seiner Studien wurde er Organist und Kantor an der Berliner St.-Matthäuskirche und wirkte ab 1848 als Organist und Chorleiter an der Dreifaltigkeitskirche, wo er im Jahre 1858 zum Königlichen Musikdirektor ernannt wurde.
Besondere Bedeutung unter seinen Kompositionen hat sein Werk Musikalische Ornamentik, welches auch als Nachschlagewerk für alle Arten von älteren Verzierungsmethoden im Bereich der Vokal- und Instrumentalmusik gilt. Er wirkte ebenfalls als Musikpädagoge und war u. a. Herausgeber einer Kinder-Klavierschule sowie Arrangeur weiterer pädagogischer Werke sowie eines Opern-Albums mit Werken bedeutender Komponisten.

## Werke

### Kompositionen
- Die musikalische Ornamentik (Berlin, 1868)
- Psalmen und Motetten für Männerchor
- Choräle
- Orgelvorspiele
- Weihnachtskantate

### Lehrwerke und Arrangements
- Kinder-Klavierschule (Richard Birnbach, Berlin)
- Frühlingsblüten – 48 Fantasien über beliebte Volkslieder
- Goldenes Jugend-Tanzalbum, 80 leichte Tänze für Pianoforte
- Opern-Album in 4 Bänden

## Schriften
- Musikalische Ornamentik oder die wesentlichen Verzierungsmanieren im Vortrage der Vokal- und Instrumental-Musik. Schlesinger’sche Buch- und Musikhandlung (R. Lienau),  Berlin 1869, Neuauflage: Sändig Verlag, Walluf 1973, ISBN 3-500-26880-3. – Digitalisat der Originalausgabe im MDZ